# 외교관 쿠로다 코사쿠
《외교관 쿠로다 코사쿠》(일본어: 外交官・黒田康作 가이코칸쿠로다코사쿠[*])는 후지 TV 계열에서 2011년 1월 13일부터 같은 해 3월 17일까지 매주 목요일에 방송 된 텔레비전 드라마이다. 주연은 오다 유지가 맡았고, 원작은 신포 유이치의 《천사의 보수》(天使の報酬)이다.
2011년 여름에는 드라마의 속편으로 영화 《안달루시아》가 개봉될 예정이다.

## 개요
오다 유지 주연으로 2009년에 개봉했던 영화 《아말피 여신의 보수》의 속편이다. 새로운 파트너로는 시바사키 코우가 등장하며, 영화에서는 나오지 않았던 쿠로다의 과거를 그린다. 영화의 무대는 이탈리아의 아말피였지만, 이번에는 일본, 미국 샌프란시스코, 멕시코를 무대로 하고 있다. 오다와 시바사키는 영화 《현청의 별》 이후 5년 만의 공연이다.

## 등장 인물 및 출연진
- 쿠로다 코사쿠 (黒田 康作) - 오다 유지

'내국인테러대책실' 소속의 외교관으로 전 세계 대사관을 옮겨 다니고 있다. 주변의 태도에 전혀 개의치 않고 오직 '국민의 생명을 지킨다'는 사명감에 따라 행동한다. 1년 전 이탈리아 아말피에서 일어난 사건을 해결한 후, 볼리비아를 거쳐 이번에는 샌프란시스코에서 일어난 사건을 계기로 일본으로 돌아온다.
- 오오가키 리카코 (大垣 利香子) - 시바사키 코우

츠쿠다경찰서 형사과의 형사로 지도 오타쿠이다. '지도박사'라 불릴 정도이지만 정작 수사에는 한 번도 참여해보지 못했다. 자신이 제1발견자가 된 살인사건으로 인해 쿠로다와 함께 움직이게 된다.
- 시모무라 루이 (霜村 瑠衣) - 카호

시모무라 다케시와 토모요의 외동딸로 고등학생. 11년 전 멕시코에서 일어난 사건으로 어머니가 세상을 떠난 후 외무성을 구만두고 시민단체를 설립한 아버지와 둘이 살고 있었다.
- 사이온지 마모루 (西園寺 守) - 타나카 케이

외무성의 '중남미국 중미 카리브과 멕시코실' 소속이다. 들어온 지 얼마 안 된 신입이다. 쿠로다와 만나면서 관료들의 태도에 의문을 갖게 된다.
- 카모시타 유지 (鴨下祐司) - 오오쿠라 코지

'중남미국 중미 카리브과 멕시코실'의 실장으로 부대신의 입김으로 들어온 쿠로다에게 좋지 않은 감정을 갖고 있다.
- 키미시마 유타로 (君島 祐太朗) - 니시지마 타카히로

루이의 선배로 대학교수 살인사건의 목격자로 증언을 하게 된다. 루이에게 호감을 갖고 있다.
- 야마지 타카시게 (山路 貴繁) - 이와마츠 료

츠쿠다 경찰서 형사과장으로 리카코의 상사이다. 리카코의 의견을 무시한다.
- 니이다 카즈히코 (新居田 一彦) - 타나카 테츠시

경시청 수사1과의 형사이며, 외교관이 사건 현장을 배회하는 것을 탐탁치 않게 여긴다.
- 존 - 이병헌

한국계 미국인으로 쿠로다의 오랜 친구이자 정보원이다. 샌프란시스코에서 오랜만에 쿠로다와 다시 만난다.
- 안도 유스케 (安藤 庸介) - 카가 타케시

'내국인테러대책실'의 실장으로 쿠로다에게 임무를 지시한다.
- 사이토 슈스케 (斉藤 修助) - 콘도 마사오미

외무대신으로 엄청난 영향력을 지닌 정치가이다.
- 시모무라 토모요 (霜村 倫世) - 콘노 마히루

타케시의 아내이자 루이의 어머니로 11년 전 멕시코에서 사망하였다.
- 사사키 아이코 (佐々木 藍子) - 카타세 나나

프리랜서 작가로 대학교수 살인사건에 대한 기사를 쓰던 중, 외교관인 쿠로다가 조사하고 있다는 사실을 알고 흥미를 갖는다.
- 유키 케이이치 (悠木 圭一) - 하기와라 마사토

미카미 쇼코 부대신의 비서관이지만 외무성에서의 경력은 길지 않다. 쇼코가 불러 들여 자리까지 내준 쿠로다의 정체에 대해 관심을 갖는다.
- 미카미 쇼코 (観上 祥子) - 쿠사카리 타미요

여자 아나운서를 그만두고 정계에 진출하여 외무부대신의 자리에까지 오른 인물이다. 샌프란시스코에서 일어난 사건의 조사 차 쿠로다가 귀국했다는 사실을 알고 외무성으로 그를 불러들인다.
- 시모무라 타케시 (霜村 毅) - 카가와 테루유키

11년 전, 의료를 통해 국제에 공헌을 하겠다는 신념으로 멕시코에 왔으나 현실의 벽에 부딪혀 외교관을 그만두고 지금은 시민단체 활동을 하고 있다.

## 제작진
- 원작 : 신포 유이치
- 기획 : 우스이 히로츠구
- 프로듀서 : 마키노 마사
- 각본 : 후루야 카즈나오, 이케가미 쥰야
- 연출 : 니시자카 미즈키, 나가야마 코조
- 음악 : 칸노 유고
- 제작 : 후지 TV 드라마 제작 센터

## 주제가
- IL DIVO - 〈TIME TO SAY GOOD BYE〉

※ 제3화에서 처음으로 등장했다.

## 제목 및 시청률
| 회차                                                          | 방송일          | 제목                                                    | 풀이                                                             | 연출                          | 시청률 |
| ------------------------------------------------------------- | --------------- | ------------------------------------------------------- | ---------------------------------------------------------------- | ----------------------------- | ------ |
| 제1화                                                         | 2011년 1월 13일 | 外交官黒田と地図オタク女刑事が 国境を越えた怪事件に挑む | 외교관 쿠로다와 지도 오타쿠 여형사가 국경을 넘은 괴사건에 맞선다 | 니시자카 미즈키               | 13.3%  |
| 제2화                                                         | 2011년 1월 20일 | 今夜いよいよ東京編スタート!!                            | 드디어 도쿄 편 시작!                                             | 니시자카 미즈키               | 11.8%  |
| 제3화                                                         | 2011년 1월 27일 | 迫る、再会の時                                          | 다가오는 재회의 시간                                             | 나가야마 코조                 | 11.1%  |
| 제4화                                                         | 2011년 2월 3일  | 王女誘拐事件の謎                                        | 왕녀 유괴 사건의 수수께끼                                        | 나가야마 코조                 | 10.6%  |
| 제5화                                                         | 2011년 2월 10일 | ついに、直接対決                                        | 드디어 직접 대결                                                 | 니시자카 미즈키               | 9.9%   |
| 제6화                                                         | 2011년 2월 17일 | 悲しき犯人逮捕                                          | 슬픈 범인 체포                                                   | 나가야마 코조                 | 8.9%   |
| 제7화                                                         | 2011년 2월 24일 | 裏切り、切ない絆                                        | 배신, 끊을 수 없는 인연                                          | 니시자카 미즈키               | 8.8%   |
| 재8화                                                         | 2011년 3월 3일  | 最後のターゲット                                        | 마지막 타깃                                                      | 나가야마 코조                 | 9.0%   |
| 제9화                                                         | 2011년 3월 10일 | 今夜、明かされる! 事件の全容                            | 오늘밤, 밝혀진다! 형사의 전모                                    | 니시자카 미즈키 나가야마 코조 | 8.6%   |
| 최종화                                                        | 2011년 3월 17일 | この国の未来へ                                          | 이 나라의 미래로                                                 | 니시자카 미즈키               | 9.3%   |
| 평균시청률 10.1% (시청률은 칸토 지구 비디오리서치사(社) 조사) |                 |                                                         |                                                                  |                               |        |

## 이야깃거리
- 배우 이병헌이 한국계 미국인으로 주인공 쿠로다에게 정보를 제공하는 정보원으로 등장한다고 하여 화제가 되었다[1].

## 같이 보기
- 아말피 여신의 보수